# Стикини

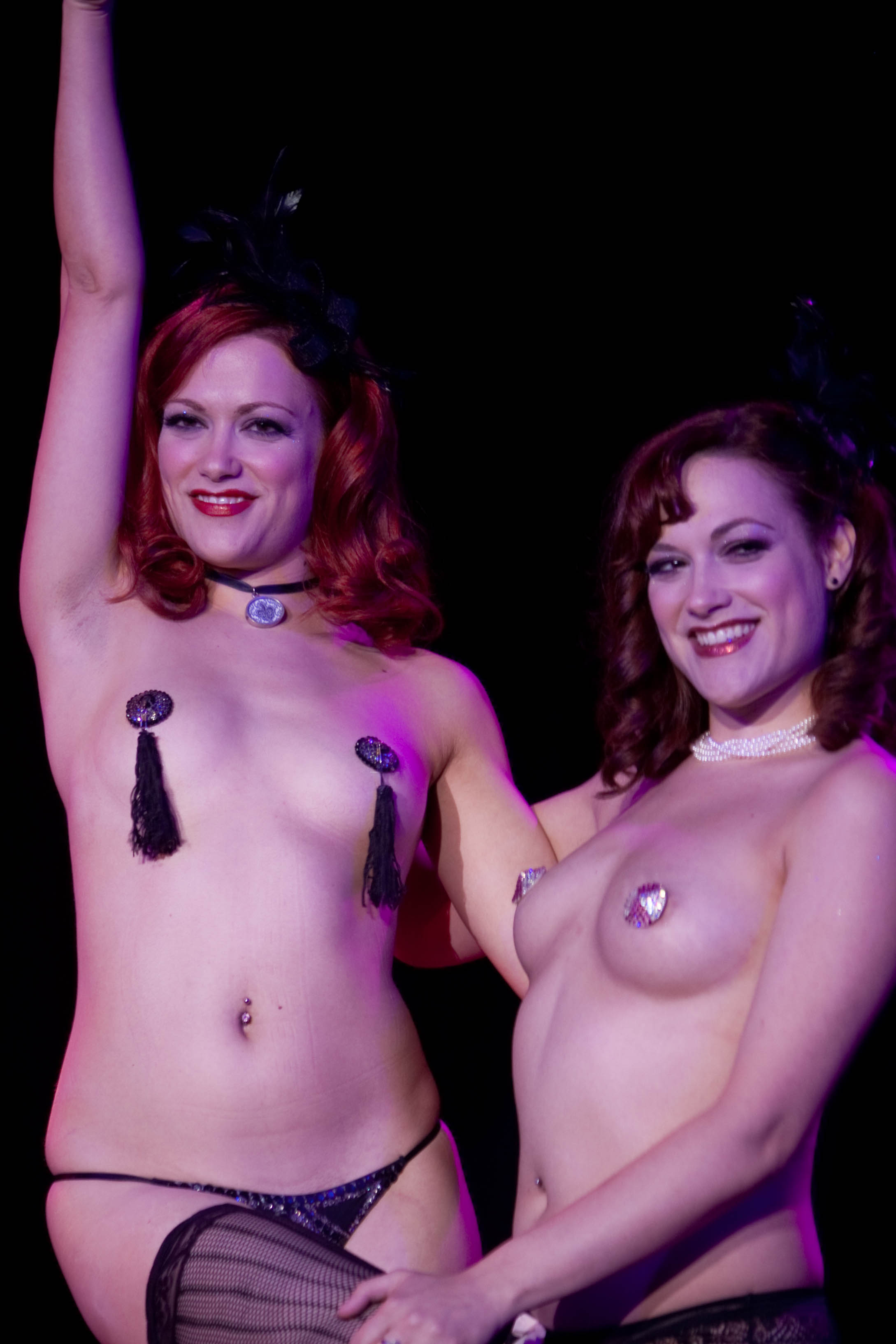
Танцовщицы нео-бурлеск с пэстис (2007)

Стикини (англ. stickini от to stick «прилипать; наклеивать» + бикини) или пэ́стис (англ. pasties) — приспособление для защиты (например, во время загара) или скрытия (по цензурным соображениям) соска: первый термин преимущественно медицинского использования, второй — в шоу-бизнесе.

## Описание
Стикини представляют собой основу из материала с низкими адгезионными свойствами (силиконизированная бумага или плёночный синтетический материал) с наклейкой круглой формы, имеющей прорезь, проходящую от центра до края окружности, из материала, не пропускающего УФ-лучи.
Пользуются стикини в основном женщины во время загара в солярии топлес.
Эпидермис человека под воздействием света с длиной волны примерно от 280 до 400 нм покрывается загаром. Однако световые лучи с длиной волны примерно от 280 до 320 нм, известные как лучи УФ-В, могут вызвать ожоги кожи.
Некоторые участки кожи человека (например, родинки и ареолы сосков) особо чувствительны к воздействию УФ-лучей, особенно у женщин. Наклейка из непроницаемого для УФ-лучей материала соответствующей формы и размеров помогает защитить такие области от воздействия УФ-лучей и, соответственно, солнечных ожогов.